# Antiespañolismo en México
El antiespañolismo en México es la presunta identificación de un carácter intrínsecamente perverso en los españoles, y, por ende, un rechazo generalizado al llamado «gachupín», así como a diferentes rasgos de la cultura española.
Así, ya hacia las alturas de 1810, un prócer como el cura Miguel Hidalgo señalaba a los españoles como «hombres desnaturalizados» movidos por su «sórdida avaricia» y cuyo dios era el dinero.
Durante la década de 1820 los españoles cuantitativamente eran poco importantes (estimados por Harold Sims en seis mil quinientas personas de una población de alrededor de seis millones y medio) pero muchos de ellos —a pesar de cierta heterogeneidad prosopográfica mostrada en investigaciones recientes— detentaban una importante influencia en las élites económicas, militares y políticas de la Primera República Mexicana.
El sentimiento antiespañol adquirió ímpetu en la esfera pública hacia el final de la década de 1820, con decretos en 1827 y 1829 instando a la expulsión de todos los peninsulares residentes en México. En el contexto de un crecimiento del nacionalismo mexicano, la preponderancia de los propietarios y mercaderes españoles en Guerrero condujo a milicias mulatas a asesinar a varios mercaderes españoles en 1827 y 1828. El sentimiento antiespañol fue una de las causas detrás del saqueo del mercado de Parián en Ciudad de México en 1828. Así, el sentimiento antiespañol motivó doce leyes estatales de expulsión publicadas en 1827, tres leyes federales de diciembre de 1827, marzo de 1829 y enero de 1833, y dos decretos, en enero de 1833 y 1834. Dos años después se firmaría el Tratado definitivo de paz y amistad entre México y España.
Este proceso se tradujo en la expulsión efectiva de casi la mitad de la población española de México.
El asesinato de españoles —a veces entre gritos de mueran los blancos, los españoles o los gachupines— persistió durante las décadas de 1840 y 1850 en el agro de los estados de Guerrero, Morelos y Yucatán, azuzado por la tensión entre hacendados españoles y el empobrecido campesinado indígena, a pesar de que el comportamiento de los primeros no se diferenciaba sustancialmente del de los hacendados criollos.
Aunque cuantitativamente menor en relación con el número de muertos a los resultados de la xenofobia de signo antiestadounidense y sinófobo, el sentimiento antiespañol se volvió a manifestar de forma especialmente virulenta durante la Revolución mexicana de 1910, con algo más de 200 españoles asesinados.